# Resolució 1145 del Consell de Seguretat de les Nacions Unides
La Resolució 1145 del Consell de Seguretat de les Nacions Unides fou adoptada per unanimitat el 19 de desembre de 1997. Després d'assenyalar l'acabament del mandat de l'Autoritat Provisional de les Nacions Unides a Eslavònia Oriental, Baranja i Sírmia Occidental el 15 de gener de 1998 d'acord amb la Resolució 1120 (1997), el Consell va autoritzar un grup de suport de 180 monitors de la policia civil, conegut com a Grup de Suport a la Policia Civil de les Nacions Unides (UNPSG), per observar la situació a l'est de Croàcia durant nou mesos addicionals.
El Consell de Seguretat va recordar que l'Organització per a la Seguretat i la Cooperació a Europa (OSCE) ha reforçat la seva missió a Croàcia per incloure el retorn dels refugiats i persones desplaçades en dues direccions, i un enfocament en el protecció dels seus drets humans. Al mateix temps, Croàcia havia demanat la presència continuada de monitors de la policia civil de les Nacions Unides després de la rescissió del mandat de la UNTAES.
Se li ha recordat al Govern de Croàcia les seves obligacions amb els drets humans i les llibertats fonamentals, i subratlla que el govern, les autoritats policials i judicials en són responsables. Per tant, se'ls va instar a complir els seus compromisos, inclosos els aconseguits amb la UNTAES. El Consell també va reiterar el dret dels refugiats a tornar a les seves llars i va acollir amb satisfacció els progressos realitzats pel govern croat en aquest sentit, demanant també la supressió dels obstacles legals i altres impediments per al retorn bidireccional. Al mateix temps, es va recordar a la comunitat dels serbis de Croàcia que adoptés una actitud constructiva cap a la integració amb la resta de Croàcia.
El Consell de Seguretat va establir, amb efectes del 16 de gener de 1998, un grup de suport de 180 observadors de la policia per a un únic període de nou mesos per supervisar la policia a la regió Danubi al nord-est de Croàcia prop de la frontera amb Sèrbia i Montenegro. Els observadors vigilaran específicament el retorn dels desplaçats, i assumiran la responsabilitat de tot el personal i actius de la UNTAES per a la realització dels seus mandats. Finalment la resolució va concloure amb una petició al secretari general Kofi Annan d'informar sobre la situació abans del 15 de juny de 1998.